# بونكارالي
بونكارال ( بريسيان : Poncaràl ) هي إحدى مدن مقاطعة بريشيا في لومباردي .

## تاريخ

### أصل الاسم
يأتي الاسم من الكلمة اللاتينية pons caralis للإشارة إلى جسر ممر القلعة للتواصل مع البرجوم.

### العصر الروماني والعصور الوسطى
تعود أقدم الاكتشافات الأثرية إلى العصر الروماني ، والتي ظهرت للضوء في عام 1931 أثناء أعمال الترميم التي أعقبت فيضان نهر جارزا.
في القرن التاسع ، كانت هناك عائلة بريشية نبيلة تُدعى بونكارالي مكلفة بإدارة السهل المحيط.

### من القرن الخامس عشر إلى القرن التاسع عشر
أصاب الطاعون المدينة. تم افتتاح أول كنيسة في المدينة عام 1717. في عام 1897 تم بناء المقبرة ومبنى البلدية من قبل العمدة إيمانويل بيرتازولي.

### القرن ال 20
من عام 1928 إلى عام 1956 ، تم دمج الكومونة مع مجلس إدارة Flero (تأسست كومونة Poncarale Flero) بموجب مرسوم ملكي.
خلال الحرب العالمية الثانية ، كانت مونتي نيتو مأوى للعديد من الثوار .

## جغرافيا
تتميز منطقة بونكارالي بوجود تضاريس مونتي نيتو ، وهي منطقة منبسطة معزولة. هناك العديد من الأنهار ، مثل مولو و فاسو اورسو. أكثر المحاصيل شيوعًا هي الذرة وبنجر السكر وفول الصويا ، علاوة على ذلك فهي منطقة مهمة مزارع العنب.

## مشاهير
- ايمو ديانا ، لاعب كرة قدم
- برونو جياكوميلي ، سائق الفورمولا 1

## صالة عرض

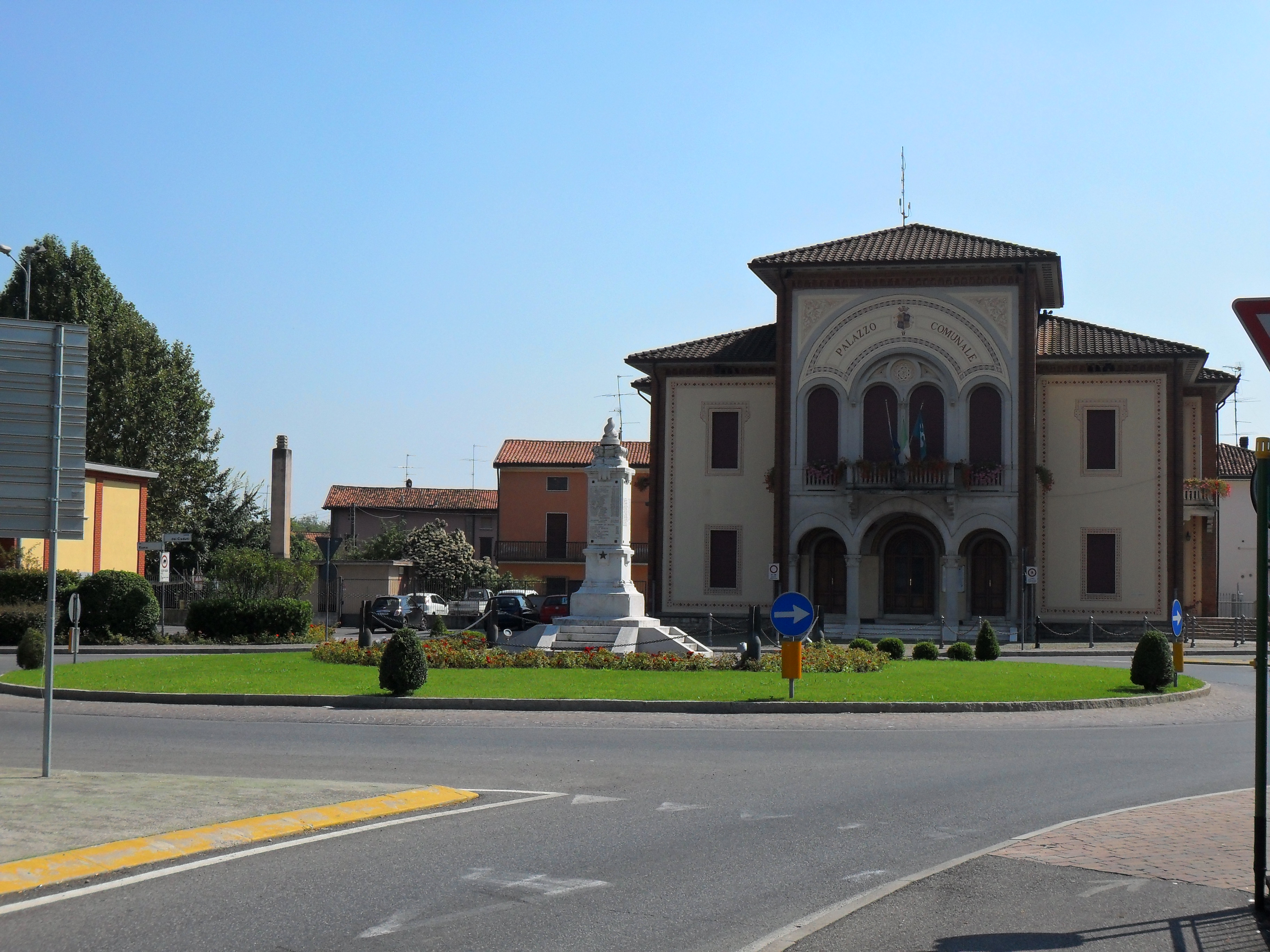
ساحة دي كادوتي في بونكارالي
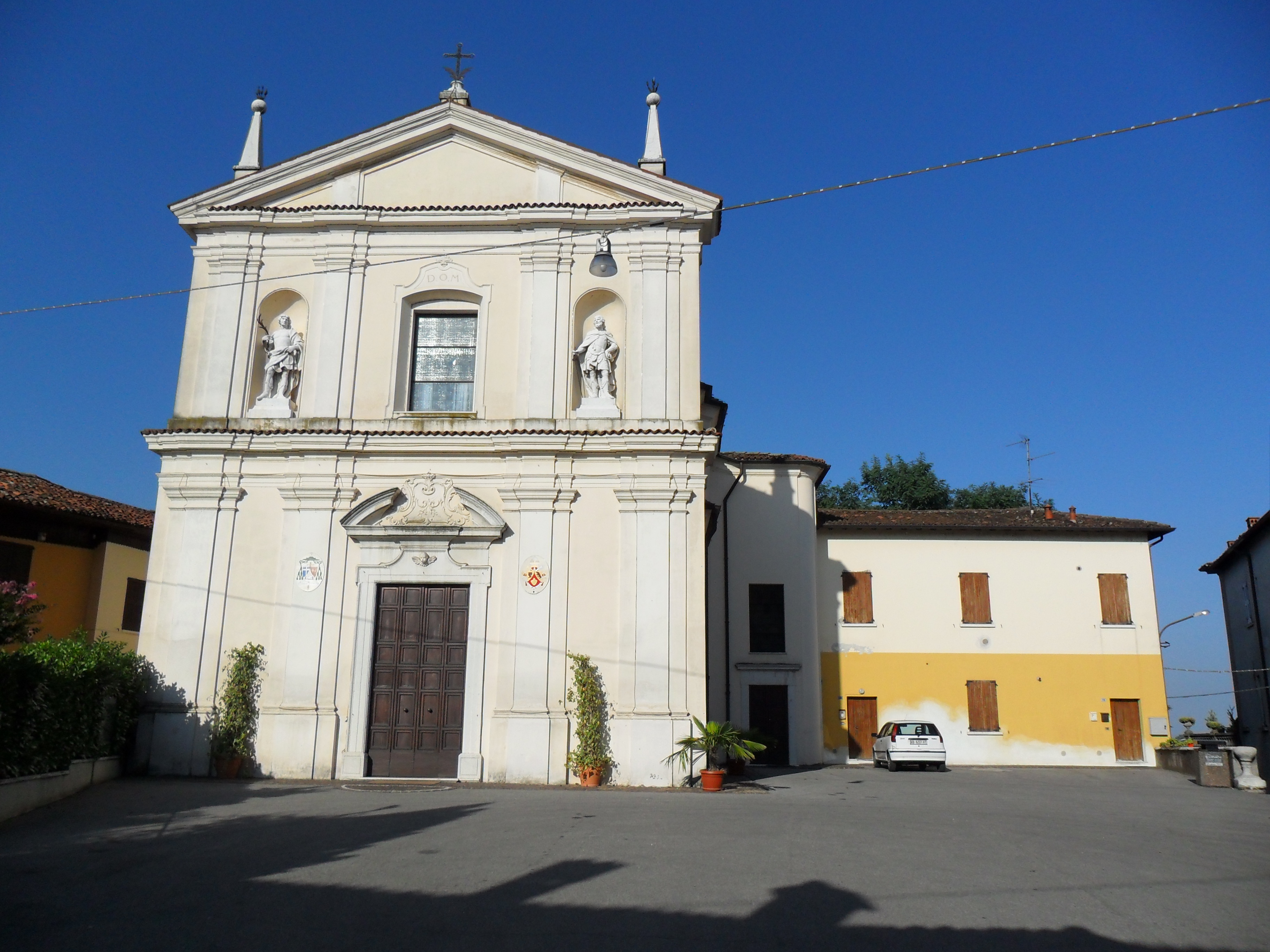
كنيسة بونكارالي
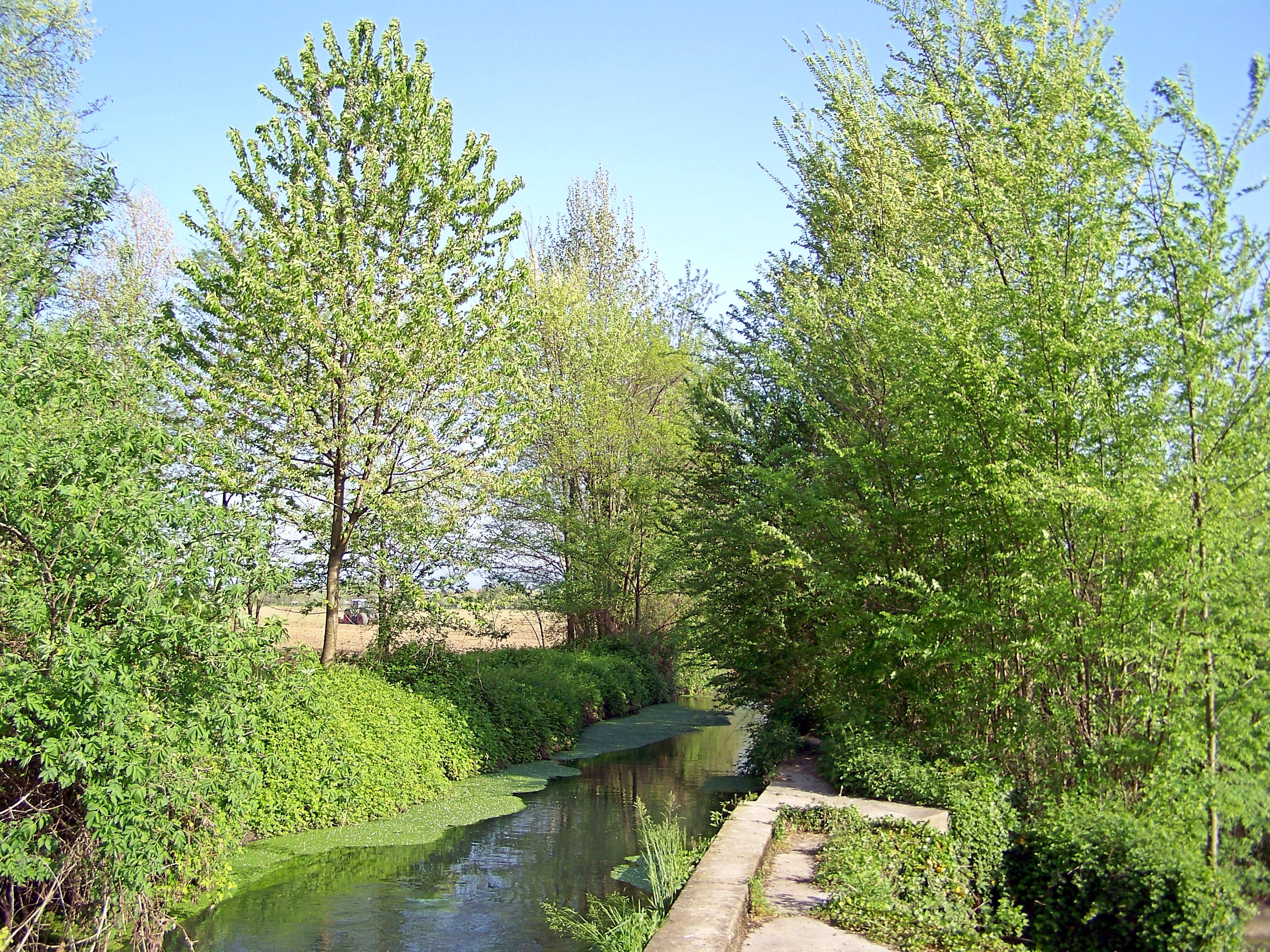
فندق فاسو أورسو

مقاطعة بريشا
مقاطعة بريشا